# かんむり座T星

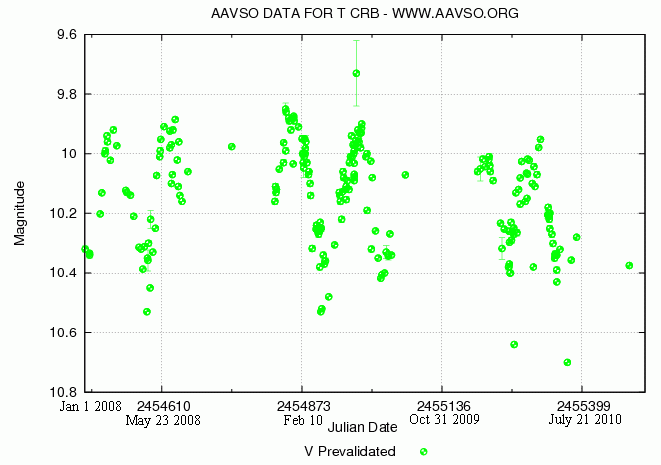
AAVSO かんむり座T星の2008年1月1日～2010年11月17日の等級の変化。縦軸が等級で、日数はユリウス通日。

かんむり座T星 (T Coronae Borealis, T CrB) は、太陽系から見てかんむり座の方向、約3,000 光年の距離にある「共生星 (英: symbiotic star)」と呼ばれる白色矮星と赤色巨星の連星系。約80年の周期で新星爆発を起こす再帰新星として知られる。
通常の見かけの等級は10 等前後で、標準的な双眼鏡で観望できる限界に近い明るさである。これまでに2回の爆発が確認されており、1866年5月12日には2.0等、1946年2月9日には3.0等に達している。更に最近の論文によると、1866年の爆発は最高で2.5 ± 0.5等と考えられている。

## 観測史
1866年、1946年に増光が観測された。次回は2024年3月から9月の間と予想されていたが、2025年5月11日現在、未だ大きな増光は観測されていない。かんむり座T星　最新情報

## 文献
- Wallerstein, George; Tanya Harrison, Ulisse Munari, and Andrew Vanture (11 May 2008). “The Metallicity and Lithium Abundances of the Recurring Novae T CrB and RS Oph”. en:Publications of the Astronomical Society of the Pacific 120 (867):  492–497. Bibcode: 2008PASP..120..492W. doi:10.1086/587965.
- R and T Coronae Borealis: Two Stellar Opposites at Sky & Telescope